# Juego de las Estrellas de la Major League Soccer 2012

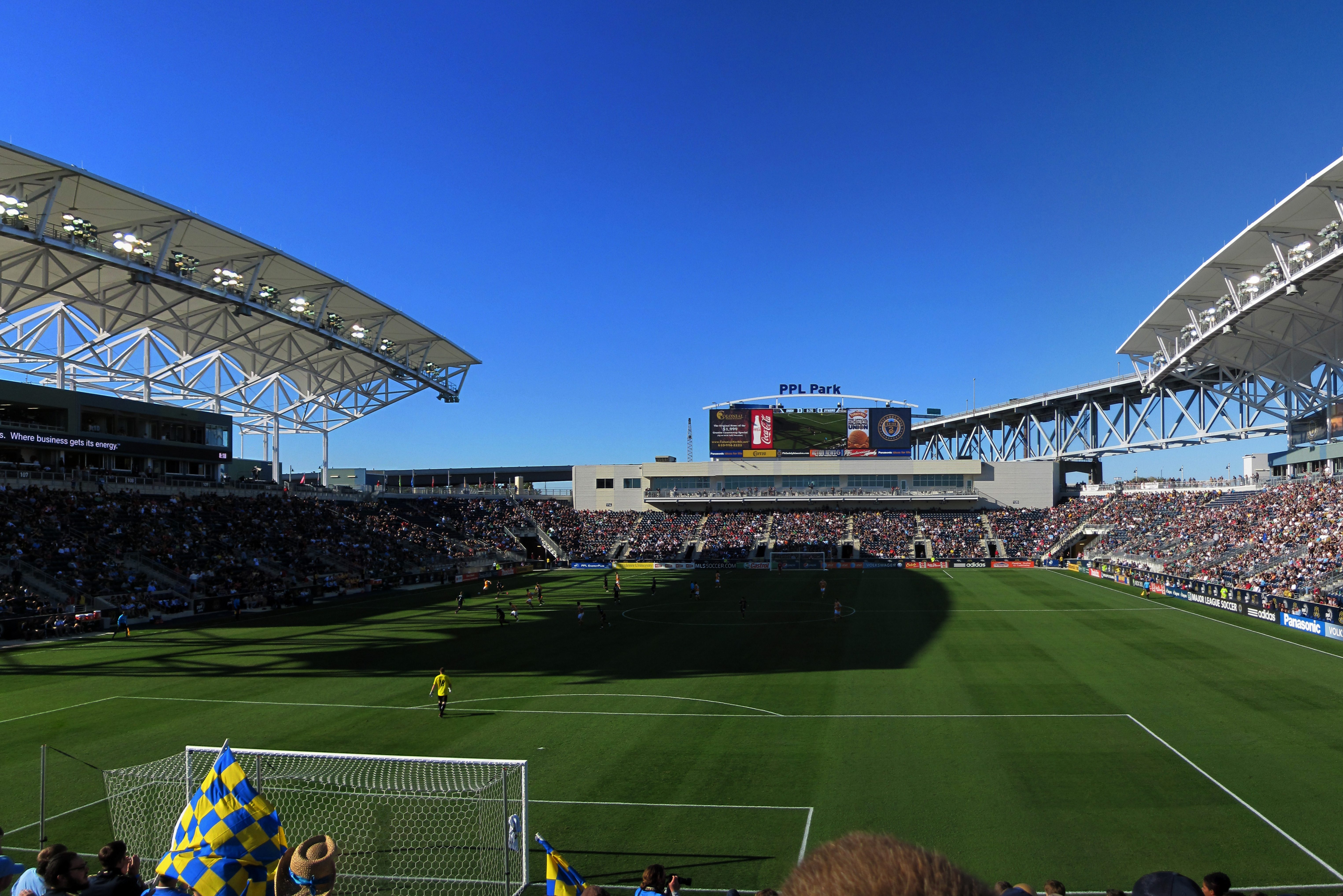
PPL Park

El Juego de las Estrellas de la Major League Soccer 2012 fue la 17.ª edición del Juego de las Estrellas de la Major League Soccer, jugado el 25 de julio de 2012 entre el Equipo de estrellas de la Major League Soccer contra el Chelsea de Inglaterra en el PPL Park en Chester, Pensilvania. El Equipo de Estrellas de la MLS terminó imponiéndose sobre el Chelsea 3-2.
| Bandera de Estados Unidos | vs. | Bandera de Inglaterra |
| Major League Soccer 3     | vs. | Chelsea 2             |

## El Partido
| 1  | POR | Jimmy Nielsen     |  |
| 6  | DEF | Jay DeMerit       |  |
| 15 | DEF | Justin Morrow     |  |
| 33 | DEF | Steven Beitashour |  |
| 78 | DEF | Aurélien Collin   |  |
| 7  | MED | Dwayne De Rosario |  |
| 10 | MED | Landon Donovan    |  |
| 23 | MED | David Beckham     |  |
| 16 | MED | Osvaldo Alonso    |  |
| 8  | DEL | Chris Wondolowski |  |
| 14 | DEL | Thierry Henry     |  |
| DT | DT  | Ben Olsen         |  |

| 1  | POR | Henrique Hilario   |  |
| 15 | DEF | John Terry         |  |
| 3  | DEF | Gary Cahill        |  |
| 4  | DEF | Branislav Ivanovic |  |
| 5  | DEF | Ashley Cole        |  |
| 16 | MED | Michael Essien     |  |
| 8  | MED | Ramires            |  |
| 13 | MED | Frank Lampard      |  |
| 18 | MED | Yossi Benayoun     |  |
| 9  | MED | Marko Marin        |  |
| 10 | DEL | Romelu Lukaku      |  |
| DT | DT  | Roberto Di Matteo  |  |

| Anotado | 21'   | Chris Wondolowski |
| Anotado | 73'   | Chris Pontius     |
| Anotado | 90+1' | Eddie Johnson     |

| Anotado | 58' | John Terry    |
| Anotado | 73' | Frank Lampard |

| Árbitro | Baldomero Toledo |

| 1  | POR | Jimmy Nielsen     |  |
| 6  | DEF | Jay DeMerit       |  |
| 15 | DEF | Justin Morrow     |  |
| 33 | DEF | Steven Beitashour |  |
| 78 | DEF | Aurélien Collin   |  |
| 7  | MED | Dwayne De Rosario |  |
| 10 | MED | Landon Donovan    |  |
| 23 | MED | David Beckham     |  |
| 16 | MED | Osvaldo Alonso    |  |
| 8  | DEL | Chris Wondolowski |  |
| 14 | DEL | Thierry Henry     |  |
| DT | DT  | Ben Olsen         |  |

| 1  | POR | Henrique Hilario   |  |
| 15 | DEF | John Terry         |  |
| 3  | DEF | Gary Cahill        |  |
| 4  | DEF | Branislav Ivanovic |  |
| 5  | DEF | Ashley Cole        |  |
| 16 | MED | Michael Essien     |  |
| 8  | MED | Ramires            |  |
| 13 | MED | Frank Lampard      |  |
| 18 | MED | Yossi Benayoun     |  |
| 9  | MED | Marko Marin        |  |
| 10 | DEL | Romelu Lukaku      |  |
| DT | DT  | Roberto Di Matteo  |  |

| Anotado | 21'   | Chris Wondolowski |
| Anotado | 73'   | Chris Pontius     |
| Anotado | 90+1' | Eddie Johnson     |

| Anotado | 58' | John Terry    |
| Anotado | 73' | Frank Lampard |

| Árbitro | Baldomero Toledo |